# Reducto de San Judas
El reducto de San Judas (36°26′36″N 6°11′05″O / 36.443214, -6.184588) —del que se conservan el polvorín y los cimientos— está situado en San Fernando (Cádiz) en el borde del caño de Sancti Petri en el tramo que se aleja de San Fernando, y formando parte de la primera línea de defensa. El reducto tenía planta de trapecio y fue construido de fango y sal revestido de fajinas por el exterior y de barricas en su interior, por lo que solo queda un polvorín, y el perímetro del borde del caño, realizados con sillares de piedra ostionera. Cruzaba sus fuegos con las baterías de Los Ángeles y San Pedro, que a su vez defendía la isla del Vicario y estaba construida de tierra y fango, revestida de barricas y salchichones. El polvorín responde al sistema constructivo característico militar de planta rectangular, muros de piedra cubierta abovedada, con huecos de ventilación en la parte superior.